# Subject-matter expert
subject-matter expert (SME) eller fagekspert er en person, der har akkumuleret stor viden om inden for et særligt emne eller felt, og denne viden bliver demonstreret af personens grad eller licens.
Eksempelvis kan en ph.d. i kemi nemt blive SME i kemi. Selv en person med Second Class Radio Telegraph License (eller lign) fra National Licensing body (FCC i USA, Ofcom i Storbritannien, og NTC i Filippinerne,) kunne blive betragtet som SME i radiotelegrafi. En person med en kandidatgrad som elektroningeniør kan være SME i elektronik.
Subject-matter experts bruges når der udvikles og produceret materiale om et bestemt emne (f.eks. bøger, eksamensprøver, manualer osv.) og ekspertise om et emne er nødvendigt for den eller de personer, som udvikler mateiralet. Visse eksamener og prøver bliver udviklet af en gruppe psykometrikere og en gruppe SME'er. Psykometrikerne har viden om, hvordan en test skal opbygges, mens SME'erne har viden om indholdet i testen. Teknisk dokumentation bliver typisk skabt af tekniske redaktører og instruktionsdesignere i samarbejde med SME'er. I amnge tilfælde vil SME'er skulle underskrive dokumenter eller nyudviklet træning for at kontrollere for fejl og at indholdet er teknisk korrekt.